# وكيع القاضي
أَبُو بَكْرٍ مُحَمَّدُ بْنُ خَلَفِ بْن حَيَّانَ بْنِ صَدَقَةَ الضَّبِّيّ البَغْدَادِيّ، المُلَقَّب بِـ"وَكِيع ( ؟؟؟ - 306 هـ = ؟؟؟ - 918 م) هو إمام، وقاضي، وإخباري عارفاً بالسير، وأيام الناس، ومن أهل الفصاحة، وله تصانيف كثيرة، وقد ولي القضاء بالأهواز، وتوفي في بغداد في سنة 306 هـ .

## مؤلفاته
له مصنفات، منها:
- أخبار القضاة وتواريخهم – ثلاث مجلدات، يعرف بطبقات القضاة،[3][4]
- الطريق ويقال له النواحي في أخبار البلدان ومسالك الطرق،
- الشريف على نمط المعارف لابن قتيبة،
- الانواء
- عدد آي القرآن والاختلاف فيه قال الخطيب «وبلغني أن أبا بكر ابن مجاهد سئل أن يصنف كتابا في العدد فقال كفانا ذاك وكيع.»
- الرمي والنضال
- المكاييل والموازين

## تحديثه
يروي عن الزبير بن بكار، وَأبي حذافة السهمي، وحدث عن أبي حذافة السهمي، والزبير بن بكار، والحسن بن عرفة، وطبقتهم، فأكثر. وحدث عنه : أبو علي بن الصواف، ومحمد بن عمر الجعابي، ومحمد بن المظفر، وأبو الفرج صاحب الأغاني، وأبو جعفر بن المتيم، وآخرون. وقال أبو الحسين بن المنادي : أقلوا عنه للين شُهِر به.
وقال الدارقطني : كان نبيلا، فصيحا، فاضلا، من أهل القرآن والفقه والنحو، له تصانيف كثيرة.

## شعره
ومن شعر القاضي وكيع